# Ikari Warriors (seria)
Ikari Warriors, w Japonii wydawana jako Ikari – seria gier stworzonych przez SNK. Głównymi bohaterami w niej byli żołnierze Clark Still i Ralf Jones (na zachodzie zmieniono ich imiona na Paul i Vince). Na automatach miała wyróżniające się sterowanie, tzn. rotating joystick – można było obracać joystickiem, dzięki czemu celowanie i chodzenie było od siebie niezależne Składają się na nią następujące gry:
- Ikari Warriors – wydana pierwotnie w roku 1986 na automaty, trafiła również na MSX2, NES-ie, Apple II, PC, Atari ST, Atari 2600, Atari 7800, Amiga, Commodore 64, Commodore 16, Amstrad CPC, ZX Spectrum, telefon komórkowy, PSP[2]
- Ikari Warriors II: Victory Road, wydane też jako Victory Road – wydana w 1986 na automatach, Apple II, Commodore 64, NES-ie, Amstrad CPC, ZX Spectrum, PC, PSP – tym razem akcja gry została osadzona w kosmosie[3]
- Ikari III: The Rescue – wydana w 1989 automatach, NES-ie, Commodore 64, IBM PC, PSP, różniła się od pozostałych części, stawiając przede wszystkim na walkę wręcz, i była chodzoną bijatyką z widokiem z góry[4][5].

Specyficzną grą była Ikari: Leona Gekitōhen dane też jak ulepszona wersja pierwszego Ikari Warriors wydana w Japonii na telefony komórkowe. Główną bohaterką była w niej Leona Heidern, która zadebiutowała w serii The King of Fighters jako członkini zespołu Ikari.
Główni bohaterowie tej serii pojawili się również w The King of Fighter, tworząc drużynę ze swoim dowódcą, Heidernem (który jest przybranym ojcem Leony) oraz (w późniejszych częściach) z Whip, dziewczyną posługującą się biczem. Pojawili się też w 6 i 7 części serii Metal Slug, a Leona pojawiła się w Metal Slug 4th Mission.